# Kronblattloses Mastkraut
Das Kronblattlose Mastkraut oder Wimper-Mastkraut, Sagina apetala, gehört innerhalb der Familie der Nelkengewächse und der Unterfamilie Alsinoideae zur Gattung Sagina.

## Beschreibung
Das Kronblattlose Mastkraut ist eine 3–10 cm hohe, einjährige, dunkelgrüne Pflanze. Die Blätter sind reichlich (zum Teil drüsig) gewimpert. 
Die Blütenstiele sind nach der Blüte nickend, dann wieder aufgerichtet, die weiß berandeten Kelchblätter liegen der reifen, länglichen Frucht an und sind fast so lang wie die eiförmige Kapsel, die 2 äußeren Kelchblätter sind kapuzenförmig mit aufgesetzter Stachelspitze. Häufig verwechselt wird das Kronblattlose Mastkraut mit dem sehr ähnlichen Aufrechten Mastkraut (Sagina micropetala), weshalb es in ein Aggregat Sagina apetala agg. gestellt wird. Beide unterscheiden sich vor allem in der Stellung der Kelchblätter nach der Blüte, die bei Sagina micropetala im Gegensatz zu Sagina apetala sternförmig abstehen.
Die Blütezeit reicht von Mai bis September.
Die Chromosomenzahl beträgt 2n = 12.

## Standorte, Verbreitung und Gefährdung in Mitteleuropa
Das Kronblattlose Mastkraut braucht feuchten, kalkarmen, sandigen Lehmboden, der aber gut mit Stickstoff versorgt sein sollte. Es ist in Mitteleuropa eine Charakterart des Verbands Thero-Airion, kommt aber auch in Gesellschaften des Verbands Polygonion avicularis oder im Centunculo-Anthoceretum des Verbands Nanocyperion vor.
Es besiedelt Pflasterfugen, aber auch frische Brachen auf Äckern und Ödland. Es kommt vor allem in wärmeren Gegenden mit kalkarmem Gestein vor, fehlt aber in weiten Gebieten im Tiefland westlich der Elbe sowie in den mittleren und höheren Lagen der Mittelgebirge, der Alpen und im Alpenvorland. An seinen Standorten tritt es aber überall nur selten auf. 
Moderne Formen der Ackerbestellung ebenso wie die zunehmende Asphaltierung vor allem der kleinen Dörfer haben dem Kronblattlosen Mastkraut mancherorts das Überleben unmöglich gemacht; deswegen ist es örtlich verschwunden.